# Jan Łobodziński
Jan Łobodziński (ur. 29 maja 1897 w Czchowie, zm. 16 sierpnia 1983 w Krakowie) – polski menedżer, działacz społeczny i spółdzielczy, polityk, poseł na Sejm w II RP.

## Życiorys

### Rodzina
Był synem Józefa i Marii z domu Łagosz. Ożenił się z Heleną Słabówną. Mieli córkę, Zofię Łobodzińską-Rolle i synów: Władysława i Andrzeja.

### Wykształcenie
Ukończył Szkołę Wydziałową im. ks. Stanisława Konarskiego w Brzesku, Akademię Handlową w Krakowie (1916–1919) oraz kursy rachunkowości (około 1916 roku). 

### I wojna światowa
W czasie I wojny światowej służył w Legionach Polskich od 1914 roku, początkowo w 2 pułku piechoty, później – komendzie placu w Sandomierzu, baonie uzupełniającym na froncie wołyńskim, w 3 kompanii I Brygady.
Został ciężko ranny w listopadzie 1915 w bitwie pod Wielkimi Niedźwiedziami nad Styrem, został zwolniony z wojska w 1916 roku jako inwalida wojenny. 
W czasie wojny polsko-bolszewickiej był członkiem Komitetu Obrony Narodowej. 

### Dwudziestolecie międzywojenne
Po ukończeniu kursów rachunkowości państwowej i kursów dla kierowników sklepów Kółek Rolniczych przez wiele lat prowadził Spółdzielnię Inwalidów Wojennych w Nowym Sączu oraz spółdzielnię jajczarską. Później był dyrektorem domów wczasowych „Riwiera” i „Zgoda” w Krynicy. 
W latach 1919–1925 był lustratorem sklepów Kółek Rolniczych, potem sekretarzem Okręgowego Towarzystwa Rolniczego w Nowym Sączu i wieloletnim radnym miejskim (od 1927 roku). 
Od 1922 roku był działaczem Związku Inwalidów Wojennych RP. Był członkiem Zarządu Głównego, od 1933 roku – wiceprezesem, a następnie członkiem Zarządu Okręgowego w Krakowie i przewodniczącym Koła Powiatowego w Nowym Sączu. W 1925 roku został członkiem komisji rewizyjnej oddziału Związku Legionistów Polskich (w 1935 roku był wybrany na prezesa oddziału) i zarządu powiatowego Związku Strzeleckiego oraz sekretarzem Federacji Polskich Związku Obrońców Ojczyzny. 

### Praca w Sejmie
W III kadencji Sejmu (1930–1935) posłem z listy nr 1 (Bezpartyjny Blok Współpracy z Rządem) z okręgu wyborczego nr 44 (powiat nowosądecki i nowotarski) został Julian Smulikowski. Po jego śmierci (5 marca 1934 roku) Jan Łobodziński został zaprzysiężony na posła 13 marca 1934 roku. Pracował w komisji budżetowej.
W 1935 roku, w IV kadencji, został ponownie posłem wybranym 15 837 głosami z okręgu na 86 (powiaty: nowosądecki i nowotarski), reprezentował Obóz Zjednoczenia Narodowego. Pracował w komisji przemysłowo-handlowej. W Sejmie tej kadencji został wybrany do komisji specjalnej do rozważenia sprawy użycia broni przez wartowników cywilnych zatrudnionych w administracji wojskowej i w przedsiębiorstwach wojskowych (w marcu 1936 roku). 
Został ponownie wybrany do Sejmu V kadencji (1938–1939) w tym samym okręgu wyborczym. W V kadencji pracował w komisjach: budżetowej (zastępca członka), pracy, przemysłowo-handlowej, zdrowia publicznego i opieki społecznej.

### II wojna światowa i po wojnie
W październiku 1939 roku został aresztowany przez Niemców, był więziony w Nowym Sączu i Tarnowie, 10 sierpnia 1940 roku został wysłany do obozu koncentracyjnego Sachsenhausen (nr obozowy 29354), gdzie przebywał do 2 maja 1945 roku. 
Po wojnie był prezesem Związku Inwalidów Wojennych (w listopadzie 1945 roku został zatrudniony w Zarządzie Głównym tej organizacji w Warszawie) w Nowym Sączu i Krakowie, działał w Związku byłych Więźniów Politycznych (był prezesem jego Koła w Nowym Sączu, przewodniczącym Komisji Weryfikacyjnej Okręgu Krakowskiego). Przyczynił się do powstania bursy dla młodych inwalidów, Domu Dziecka na Kowańcu dla sierot po poległych, domu wypoczynkowego dla ociemniałych żołnierzy w Muszynie. 
Był członkiem ZBoWiD (został wybrany na wiceprezesa Środowiska Więźniów Politycznych, sekretarza Klubu Sachsenhausen, w 1962–1964 – członka zarządu Okręgu, następnie sekretarza Okręgowej Komisji Rewizyjnej w Krakowie).
Należał do Stronnictwa Demokratycznego, od 1980 roku był wiceprezesem Obywatelskiego Komitetu Opieki nad Kopcem Józefa Piłsudskiego.
Pracował jako kierownik restauracji dworcowej „Wars” w Krakowie do przejścia na emeryturę w 1967 roku. 
Od lat 60. był uczestnikiem prac konspiracyjnej Grupy „Oleandry” Związku Legionistów Polskich w Krakowie i Nowym Sączu, fundatorem m.in. tablic memoratywnych (Kościół Zwiastowania Najświętszej Maryi Panny w Krakowie, Kościół Najświętszego Serca Pana Jezusa w Nowym Sączu, Zespół Kościelno-Klasztorny oo. Franciszkanów-Reformatów w Wieliczce). 
W 1966 roku Rząd RP na uchodźstwie awansował Jana Łobodzińskiego do stopnia podporucznika.

## Ordery i odznaczenia
- Krzyż Niepodległości (16 marca 1933)[3]
- Krzyż Kawalerski Orderu Odrodzenia Polski (1965)
- Złoty Krzyż Zasługi (11 listopada 1936)[4]